# Astereae
Astereae, tribus glavočika u potporodici Asteroideae. Postoji 36 podtribusa. Ime je došlo po rodu zvjezdan (Aster).

## Opis
Astereae je pleme biljaka u porodici Asteraceae koje uključuje jednogodišnje i dvogodišnje raslinje, trajnice, polugrmove, grmove i drveće. Nalaze se uglavnom u umjerenim područjima svijeta. Biljke unutar plemena prisutne su gotovo diljem svijeta podijeljene u više od 250 rodova i više od 3100 vrsta, što ga čini drugim najvećim plemenom u porodici iza Senecioneae.
Taksonomija plemena Astereae dramatično je promijenjena nakon što su i morfološki i molekularni dokazi ukazali na to da velike rodove kao što je Aster, kao i mnoge druge, treba odvojiti u nekoliko rodova kako bi bolje odražavali međusobne odnose biljaka. Rad R. D. Noyesa i L. H. Rieseberga pokazao je da većina rodova unutar plemena u Sjevernoj Americi zapravo pripada jednom kladu, što znači da imaju zajedničkog pretka. To se naziva sjevernoamerička klada. Guy L. Nesom i Harold E. Robinson sudjelovali su u nedavnom radu i nastavljaju ponovno kategorizirati rodove unutar plemena širom svijeta.

## Podtribusi i rodovi
1. Subtribus Printziinae G. L. Nesom
  1. Printzia Cass. (6 spp.)
2. Subtribus Denekiinae G. L. Nesom
  1. Denekia Thunb. (1 sp.)
3. Subtribus Nannoglottidinae G. L. Nesom
  1. Nannoglottis Maxim. (9 spp.)
4. Subtribus Mairiinae G. L. Nesom
  1. Mairia Nees (4 spp.)
5. Subtribus Chiliotrichinae Bonifacio
  1. Llerasia Triana (14 spp.)
  2. Nardophyllum (Hook. & Arn.) Hook. & Arn. (6 spp.)
  3. Aylacophora Cabrera (1 sp.)
  4. Cabreraea Bonif. (1 sp.)
  5. Chiliophyllum Phil. (1 sp.)
  6. Chiliotrichiopsis Cabrera (3 spp.)
  7. Lepidophyllum Cass. (1 sp.)
  8. Chiliotrichum Cass. (3 spp.)
  9. Haroldia Bonif. (1 sp.)
  10. Katinasia Bonif. (1 sp.)
6. Subtribus Celmisiinae Saldivia
  1. Celmisia Cass. (69 spp.)
  2. xCelmearia Heenan (0 sp.)
  3. Damnamenia Given (1 sp.)
  4. Pleurophyllum Hook. fil. (3 spp.)
  5. Pachystegia Cheeseman (3 spp.)
7. Subtribus Oritrophiinae Neson
  1. Oritrophium (Kunth) Cuatrec. (24 spp.)
  2. Novenia Freire (1 sp.)
8. Subtribus Pteroniinae Neson
  1. Pteronia L. (75 spp.)
9. Subtribus Homochrominae Benth.
  1. Felicia Cass. (89 spp.)
  2. Polyarrhena Cass. (4 spp.)
  3. Zyrphelis Cass. (25 spp.)
  4. Amellus L. (12 spp.)
  5. Poecilolepis Grau (2 spp.)
  6. Nolletia Cass. (14 spp.)
  7. Chrysocoma L. (20 spp.)
  8. Heteromma Benth. (3 spp.)
  9. Engleria O. Hoffm. (2 spp.)
  10. Jeffreya Wild (2 spp.)
  11. Roodebergia B. Nord. (1 sp.)
  12. Melanodendron DC. (1 sp.)
  13. Commidendrum Burch. ex DC. (4 spp.)
10. Subtribus Madagasterinae G. L. Nesom
  1. Madagaster G. L. Nesom (5 spp.)
  2. Rochonia DC. (4 spp.)
  3. Vernoniopsis Humbert (2 spp.)
11. Subtribus Iranoasterinae G. L. Nesom
  1. Iranoaster Kaz.-Osaloo, Farhani & Mozaff. (1 sp.)
12. Subtribus Afroasterinae G. L. Nesom
  1. Afroaster J. C. Manning & Goldblatt (18 spp.)
13. Subtribus Formaniinae G. L. Nesom
  1. Formania W. W. Sm. & Small (1 sp.)
14. Subtribus Eschenbachiinae G. L. Nesom
  1. Eschenbachia Moench (11 spp.)
  2. Thespis DC. (3 spp.)
15. Subtribus Grangeinae Benth.
  1. Ceruana Forssk. (1 sp.)
  2. Dichrocephala L´Hér. ex DC. (4 spp.)
  3. Grangea Adans. (10 spp.)
  4. Grangeopsis Humbert (1 sp.)
  5. Grauanthus Fayed (2 spp.)
  6. Colobanthera Humbert (1 sp.)
  7. Dactyotrichia Wild (1 sp.)
  8. Gyrodoma Wild (1 sp.)
  9. Mtonia Beentje (1 sp.)
  10. Nidorella Cass. (30 spp.)
  11. Conyza p. p. (1 sp.)
  12. Conyza s. lat. (42 spp.)
  13. Rhamphogyne S. Moore (1 sp.)
  14. Heteroplexis C. C. Chang (3 spp.)
  15. Microglossa DC. (11 spp.)
  16. Sarcanthemum Cass. (1 sp.)
  17. Welwitschiella O. Hoffm. (1 sp.)
  18. Psiadia Jacq. (64 spp.)
16. Subtribus Chamaegerinae G. L. Nesom
  1. Chamaegeron Schrenk (4 spp.)
  2. Lachnophyllum Bunge (2 spp.)
17. Subtribus Bellidinae Willk.
  1. Bellis L. (14 spp.)
  2. Bellidiastrum Scop. (1 sp.)
  3. Bellium L. (5 spp.)
  4. Galatella Cass. (32 spp.)
  5. Crinitaria Cass. (4 spp.)
  6. Tripolium Nees (3 spp.)
  7. Kitamuria G. L. Nesom (1 sp.)
18. Subtribus Lagenophorinae G. L. Nesom
  1. Keysseria Lauterb. (10 spp.)
  2. Piora J. Kost. (1 sp.)
  3. Pytinicarpa G. L. Nesom (3 spp.)
  4. Lagenophora Cass. (23 spp.)
  5. Solenogyne Cass. (3 spp.)
  6. Lagenocypsela Swenson & K. Bremer (2 spp.)
  7. Novaguinea D. J. N. Hind (1 sp.)
19. Subtribus Brachyscominae G. L. Nesom
  1. Brachyscome  Cass. (102 spp.)
  2. Ceratogyne  Turcz. (1 sp.)
  3. Roebuckiella  P. S. Short (9 spp.)
  4. Erodiophyllum  F. Muell. (2 spp.)
  5. Calotis  R. Br. (28 spp.)
  6. Peripleura  (N. T. Burb.) G. L. Nesom (9 spp.)
  7. Tetramolopium  Nees (38 spp.)
  8. Vittadinia  A. Rich. (22 spp.)
  9. Isoetopsis  Turcz. (1 sp.)
  10. Elachanthus  F. Muell. (2 spp.)
  11. Chondropyxis  D. A. Cooke (1 sp.)
  12. Minuria  DC. (12 spp.)
  13. Kippistia  F. Muell. (1 sp.)
  14. Achnophora  F. Muell. (1 sp.)
  15. Camptacra  N. T. Burb. (4 spp.)
  16. Dichromochlamys  Dunlop (1 sp.)
  17. Dimorphocoma  F. Muell. & Tate (1 sp.)
  18. Hullsia  P. S. Short (1 sp.)
  19. Iotasperma  G. L. Nesom (2 spp.)
  20. Pilbara  Lander (1 sp.)
  21. Ixiochlamys  F. Muell. & Sond. (4 spp.)
  22. Pappochroma  Raf. (9 spp.)
  23. Remya  Hillebr. ex Benth. & Hook. fil. (3 spp.)
  24. Olearia  Moench (155 spp.)
  25. Landerolaria  G. L. Nesom (10 spp.)
  26. Neolaria  G. L. Nesom (3 spp.)
  27. Phaseolaster  G. L. Nesom (3 spp.)
  28. Walsholaria  G. L. Nesom (4 spp.)
  29. Muellerolaria  G. L. Nesom (2 spp.)
  30. Spongotrichum  (DC.) Nees ex Spach (2 spp.)
  31. Linealia  G. L. Nesom (1 sp.)
  32. Vicinia  G. L. Nesom (2 spp.)
  33. Wollemiaster  G. L. Nesom (1 sp.)
  34. Ephedrides  G. L. Nesom (1 sp.)
20. Subtribus Asterinae Dumort.
  1. Neobrachyactis Brouillet (4 spp.)
  2. Psychrogeton Boiss. (25 spp.)
  3. Callistephus Cass. (1 sp.)
  4. Cordiofontis G. L. Nesom (5 spp.)
  5. Sinosidus G. L. Nesom (8 spp.)
  6. Helodeaster G. L. Nesom (3 spp.)
  7. Myriactis Less. (10 spp.)
  8. Metamyriactis G. L. Nesom (6 spp.)
  9. Geothamnus G. L. Nesom (1 sp.)
  10. Tibetiodes G. L. Nesom (27 spp.)
  11. Griersonia G. L. Nesom (3 spp.)
  12. Chlamydites J. R. Drumm. (1 sp.)
  13. Iteroloba G. L. Nesom (1 sp.)
  14. Yonglingia G. L. Nesom (2 spp.)
  15. Arctogeron DC. (1 sp.)
  16. Asterothamnus Novopokr. (7 spp.)
  17. Kemulariella Tamamsch. (6 spp.)
  18. Rhinactinidia Novopokr. (2 spp.)
  19. Sinobouffordia G. L. Nesom (2 spp.)
  20. Chaochienchangia G. L. Nesom (1 sp.)
  21. Cardiagyris G. L. Nesom (9 spp.)
  22. Aster L. (101 spp.)
  23. Rhynchospermum Reinw. (1 sp.)
  24. Miyamayomena Kitam. (3 spp.)
  25. Turczaninovia DC. (1 sp.)
  26. Kalimeris (Cass.) Cass. (5 spp.)
  27. Heteropappus Less. (15 spp.)
  28. Sheareria S. Moore (1 sp.)
21. Subtribus Baccharidinae Less.
  1. Baccharis L. (445 spp.)
  2. Pseudobaccharis Cabrera (7 spp.)
  3. Exostigma G. Sancho (2 spp.)
  4. Hinterhubera Sch. Bip. (9 spp.)
  5. Laestadia Kunth (6 spp.)
  6. Blakiella Cuatrec. (1 sp.)
  7. Flosmutisia Cuatrec. (1 sp.)
  8. Linochilus Bentham (60 spp.)
  9. Laennecia Cass. (19 spp.)
  10. Westoniella Cuatrec. (6 spp.)
  11. Talamancaster Pruski (6 spp.)
  12. Aztecaster G. L. Nesom (2 spp.)
  13. Archibaccharis Heering (37 spp.)
  14. Plagiocheilus Arn. ex DC. (6 spp.)
  15. Diplostephium Kunth (53 spp.)
  16. Parastrephia Nutt. (5 spp.)
  17. Floscaldasia Cuatrec. (2 spp.)
  18. Guynesomia Bonif. & G. Sancho (1 sp.)
  19. Kieslingia Faúndez, Saldivia & Martic. (1 sp.)
  20. Pacifigeron G. L. Nesom (2 spp.)
  21. Podocoma Cass. (6 spp.)
  22. Microgyne Less. (2 spp.)
  23. Sommerfeltia Less. (2 spp.)
  24. Asteropsis Less. (2 spp.)
  25. Inulopsis O. Hoffm. (4 spp.)
22. Subtribus Doellingeriinae G. L. Nesom
  1. Doellingeria Nees (13 spp.)
23. Subtribus Oclemeninae G. L. Nesom
  1. Oclemena Greene (3 spp.)
24. Subtribus Egletinae G. L. Nesom
  1. Egletes Cass. (7 spp.)
25. Subtribus Pentachaetinae G. L. Nesom
  1. Pentachaeta Nutt. (6 spp.)
  2. Rigiopappus A. Gray (1 sp.)
  3. Tracyina S. T. Blake (1 sp.)
  4. Ericameria Nutt. (37 spp.)
26. Subtribus Solidagininae O. Hoffm.
  1. Eastwoodia Brandegee (1 sp.)
  2. Columbiadoria G. L. Nesom (1 sp.)
  3. Sericocarpus Nees (7 spp.)
  4. Cuniculotinus Urbatsch, R. P. Roberts & Neubig (1 sp.)
  5. Acamptopappus (A. Gray) A. Gray (2 spp.)
  6. Amphipappus Torr. ex A. Gray (1 sp.)
  7. Chrysothamnus Nutt. (9 spp.)
  8. Bathysanthus G. L. Nesom (1 sp.)
  9. Solidago L. (147 spp.)
  10. Chrysoma Nutt. (1 sp.)
  11. Stenotus Nutt. (3 spp.)
  12. Nestotus R. P. Roberts, Urbatsch & Neubig (3 spp.)
  13. Petradoria Greene (1 sp.)
  14. Toiyabea R. P. Roberts, Urbatsch & Neubig (4 spp.)
  15. Oreochrysum Rydb. (1 sp.)
  16. Lorandersonia Urbatsch, R. P. Roberts & Neubig (6 spp.)
  17. Tonestus A. Nels. (2 spp.)
27. Subtribus Ionactinae G. L. Nesom
  1. Ionactis Greene (6 spp.)
28. Subtribus Chaetopappinae G. L. Nesom
  1. Chaetopappa DC. (12 spp.)
  2. Monoptilon Torr. & A. Gray (2 spp.)
29. Subtribus Astranthiinae G. L. Nesom
  1. Townsendia Hook. (30 spp.)
  2. Astranthium Nutt. (11 spp.)
  3. Dichaetophora A. Gray (1 sp.)
30. Subtribus Geissolepinae G. L. Nesom
  1. Geissolepis B. L. Rob. (1 sp.)
31. Subtribus Chrysopsidinae G. L. Nesom
  1. Pityopsis Nutt. (12 spp.)
  2. Bradburia Torr. & A. Gray (2 spp.)
  3. Chrysopsis (Nutt.) Elliott (10 spp.)
  4. Noticastrum DC. (20 spp.)
  5. Croptilon Raf. (3 spp.)
  6. Heterotheca Cass. (70 spp.)
  7. Osbertia Greene (3 spp.)
  8. Tomentaurum G. L. Nesom (2 spp.)
32. Subtribus Conyzinae Horan.
  1. Erigeron L. (486 spp.)
  2. Aphanostephus DC. (5 spp.)
  3. Apopyros G. L. Nesom (2 spp.)
  4. Hysterionica Willd. (13 spp.)
  5. Neja D. Don (6 spp.)
  6. Leptostelma D. Don (6 spp.)
33. Subtribus Gutierreziinae G. L. Nesom
  1. Gundlachia A. Gray (5 spp.)
  2. Aquilula G. L. Nesom (1 sp.)
  3. Gymnosperma Less. (1 sp.)
  4. Amphiachyris (DC.) Nutt. (2 spp.)
  5. Medranoa Urbatsch & R. P. Roberts (5 spp.)
  6. Thurovia Rose (1 sp.)
  7. Bigelowia DC. (2 spp.)
  8. Gutierrezia Lag. (35 spp.)
  9. Euthamia Elliott (13 spp.)
34. Subtribus Boltoniinae G. L. Nesom
  1. Chloracantha G. L. Nesom, Y. B. Suh, D. R. Morgan, S. D. Sundb. & B. B. Simpson (4 spp.)
  2. Batopilasia G. L. Nesom & Noyes (1 sp.)
  3. Boltonia L´Hér. (6 spp.)
35. Subtribus Symphyotrichinae G. L. Nesom
  1. Canadanthus G. L. Nesom (1 sp.)
  2. Ampelaster G. L. Nesom (1 sp.)
  3. Almutaster Á. Löve & D. Löve (1 sp.)
  4. Psilactis A. Gray (6 spp.)
  5. Symphyotrichum Nees (98 spp.)
  6. Sanrobertia G. L. Nesom (1 sp.)
36. Subtribus Machaerantherinae G. L. Nesom
  1. Oreostemma Greene (3 spp.)
  2. Eurybia (Cass.) Cass. (27 spp.)
  3. Triniteurybia Brouillet, Urbatsch & R. P. Roberts (1 sp.)
  4. Machaeranthera Nees (2 spp.)
  5. Leucosyris Greene (9 spp.)
  6. Xylorhiza Nutt. (10 spp.)
  7. Oonopsis Greene (5 spp.)
  8. Dieteria Nutt. (4 spp.)
  9. Xanthisma DC. (20 spp.)
  10. Haplopappus Cass. (72 spp.)
  11. Notopappus Klingenb. (5 spp.)
  12. Grindelia Willd. (67 spp.)
  13. Xanthocephalum Willd. (5 spp.)
  14. Stephanodoria Greene (1 sp.)
  15. Rayjacksonia R. L. Hartm. & M. A. Lane (3 spp.)
  16. Isocoma Nutt. (16 spp.)
  17. Adiaphila G. L. Nesom (1 sp.)
  18. Pyrrocoma Hook. (14 spp.)
  19. Adeia G. L. Nesom (2 spp.)
  20. Hazardia Greene (11 spp.)
  21. Benitoa D. D. Keck (1 sp.)
  22. Corethrogyne DC. (1 sp.)
  23. Lessingia Cham. (12 spp.)